# Kiss It Better
«Kiss It Better» — другий сингл восьмого студійного альбому барбадосько-американської поп-співачки Ріанни — «Anti». Сингл вийшов 30 березня 2016.

## Список композицій
| Міні-альбоми із денс-реміксами | Міні-альбоми із денс-реміксами        | Міні-альбоми із денс-реміксами |
| #                              | Назва                                 | Тривалість                     |
| ------------------------------ | ------------------------------------- | ------------------------------ |
| 1.                             | «Kiss It Better» (R3hab Remix)        | 3:04                           |
| 2.                             | «Kiss It Better» (Four Tet Remix)     | 4:56                           |
| 3.                             | «Kiss It Better» (Kaytranada Edition) | 5:25                           |
| 4.                             | «Kiss It Better» (Feenixpawl Remix)   | 3:53                           |

## Чарти
Тижневі чарти
| Чарт (2016)                                          | Позиція |
| ---------------------------------------------------- | ------- |
| Австралія ARIA                                       | 48      |
| Бельгія Belgium (Ultratop 50 Flanders) (Фландрія)    | 15      |
| Бельгія Belgium (Ultratop Flanders Urban) (Фландрія) | 1       |
| Бельгія Belgium (Ultratop 50 Wallonia) (Валлонія)    | 32      |
| Канада Canadian Hot 100                              | 54      |
| Фінляндія Suomen virallinen lista                    | 77      |
| Ірландія IRMA                                        | 66      |
| Нова Зеландія RMNZ                                   | 3       |
| Шотландія Official Charts Company                    | 37      |
| ПАР EMA                                              | 4       |
| Швеція Sverigetopplistan                             | 4       |
| Велика Британія (R&B) Official Charts Company        | 8       |
| Велика Британія (Singles) Official Charts Company    | 46      |
| США Billboard Hot 100                                | 62      |
| США Dance Club Songs (Billboard)                     | 1       |
| США Hot R&B/Hip-Hop Songs (Billboard)                | 21      |
| США Mainstream Top 40 (Billboard)                    | 24      |
| США Rhythmic (Billboard)                             | 39      |

## Продажі
| Країна                | Сертифікат | Сертифікація (таблиця продажів та сертифікатів) |
| --------------------- | ---------- | ----------------------------------------------- |
| Нова Зеландія (RMNZ)  | Золото     | +15,000                                         |
| Велика Британія (BPI) | Срібло     | +200,000                                        |
| США (RIAA)            | Платина    | +1,000,000                                      |